# Maria Rumuńska (1870–1874)

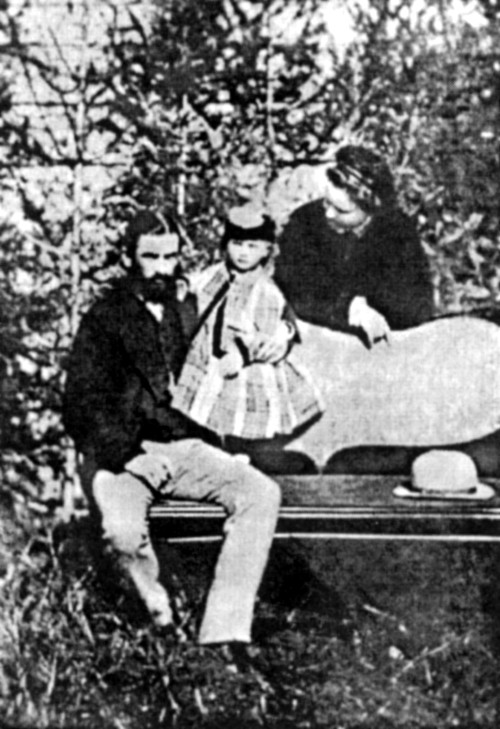
Księżniczka Maria z rodzicami

Maria (ur. 8 września 1870 w Bukareszcie; zm. 9 kwietnia 1874 w zamku Peleș) – jedyne dziecko Karola I, króla Rumunii, i jego żony, Elisabeth zu Wied. Urodziła się w Bukareszcie, i zmarła na płonicę w zamku Peleș.